# 社會現象
社會現象是因爲社會影響而產生的任何行爲、行動或事件。包括當代及歷史上的社會影響。 社會現象通常是多方面過程的結果，人們在各個節點進行操作時，會不斷增加社會現象的維度。因此，社會現象本質上是動態的，而且會在特定時間和歷史背景下運作。 